# Barbara Bansi

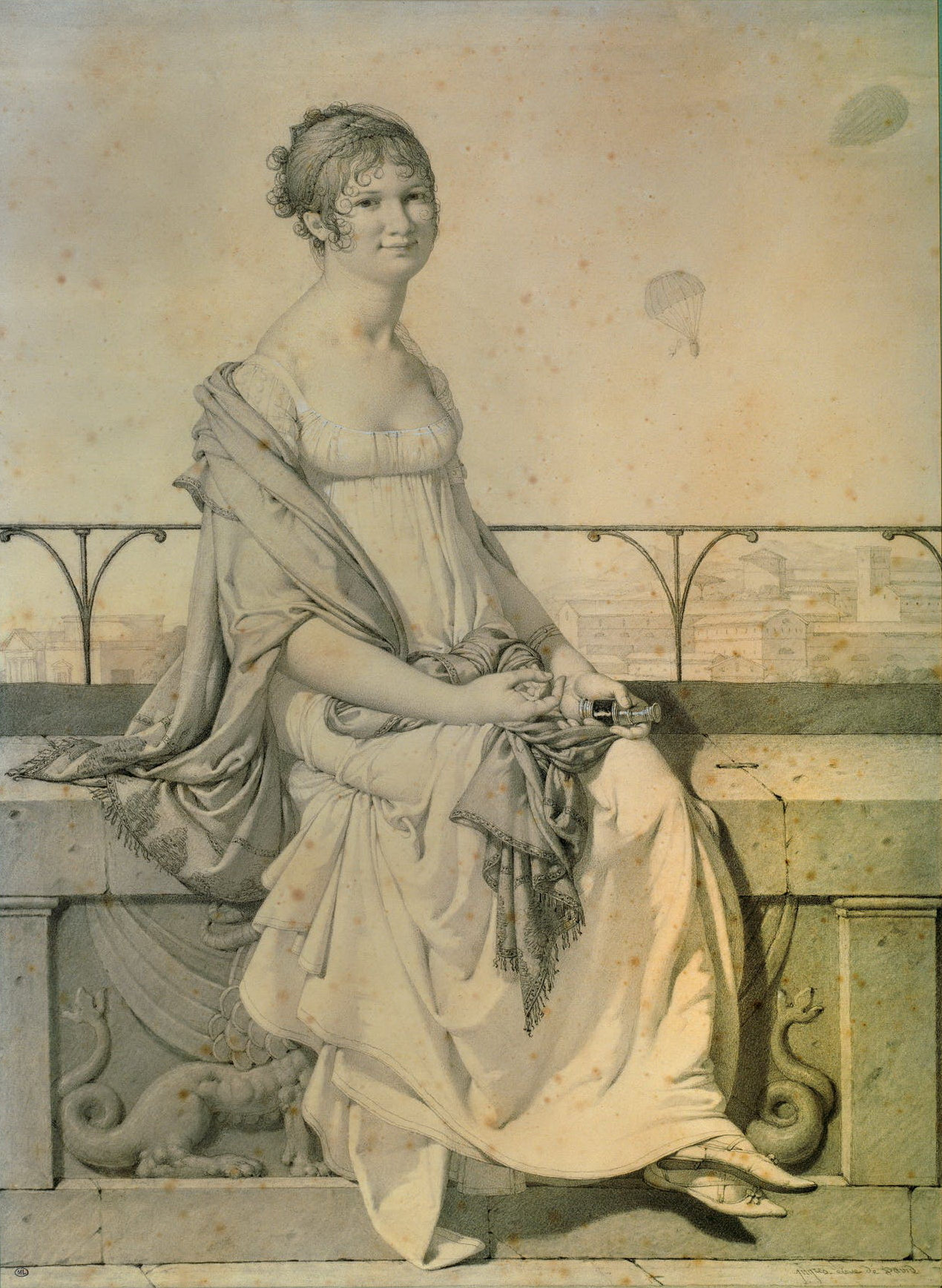
Barbara Bansi, gezeichnet von Ingres, um 1798

Anna Barbara Bansi (auch Babette; * 26. Oktober 1777 in Fläsch; heimatberechtigt in Ardez; † 27. Mai 1863 in Paris) war eine französische Malerin Bündner Herkunft.

## Leben
Barbara Bansi war die Tochter des reformierten Pfarrers Heinrich Bansi und der Ursina geborene Lorsa aus Silvaplana. Im Alter von sechs Jahren wurde sie Pflegetochter des Zürcher Textilkaufmanns Johann Caspar Schweizer, mit dem sie 1786 nach Paris übersiedelte. Bansi konvertierte zur römisch-katholischen Konfession. Sie heiratete 1808 den Florentiner Chirurgen Lorenzo Nannoni, der vier Jahre später starb.
In Paris war Bansi Schülerin der Maler François Gérard und Joseph-Benoît Suvée. Jean-Auguste-Dominique Ingres porträtierte sie. Beim Salon de Paris stellte sie 1801 ein Frauenporträt aus. Von 1802 bis 1814 hielt Bansi sich in Italien auf, wo sie unter anderem die Mutter Napoleons auf Ischia begleitete. Sie kehrte nach Paris zurück und wurde dort 1815 Erzieherin am „königlichen Internat für Mädchen Saint-Denis“. In der Klosterschule Sainte-Clotilde war sie ab 1823 Lehrerin für Malerei.

## Werke
Bansi wurde bekannt als Karikaturistin und Porträtmalerin. Das Staatsarchiv Graubünden verwahrt ihren Nachlass.

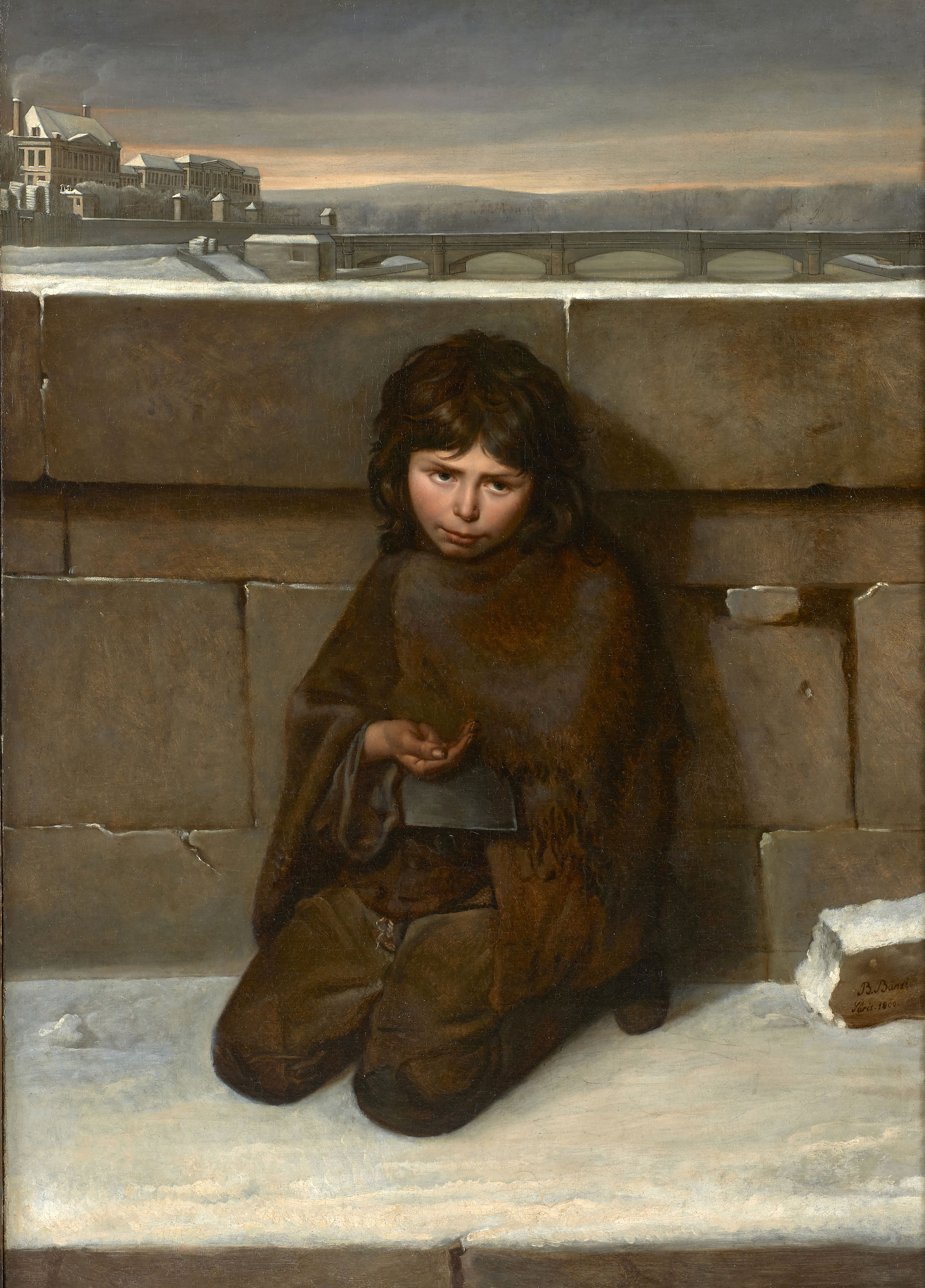
Junger Bettler an der Seine, 1800
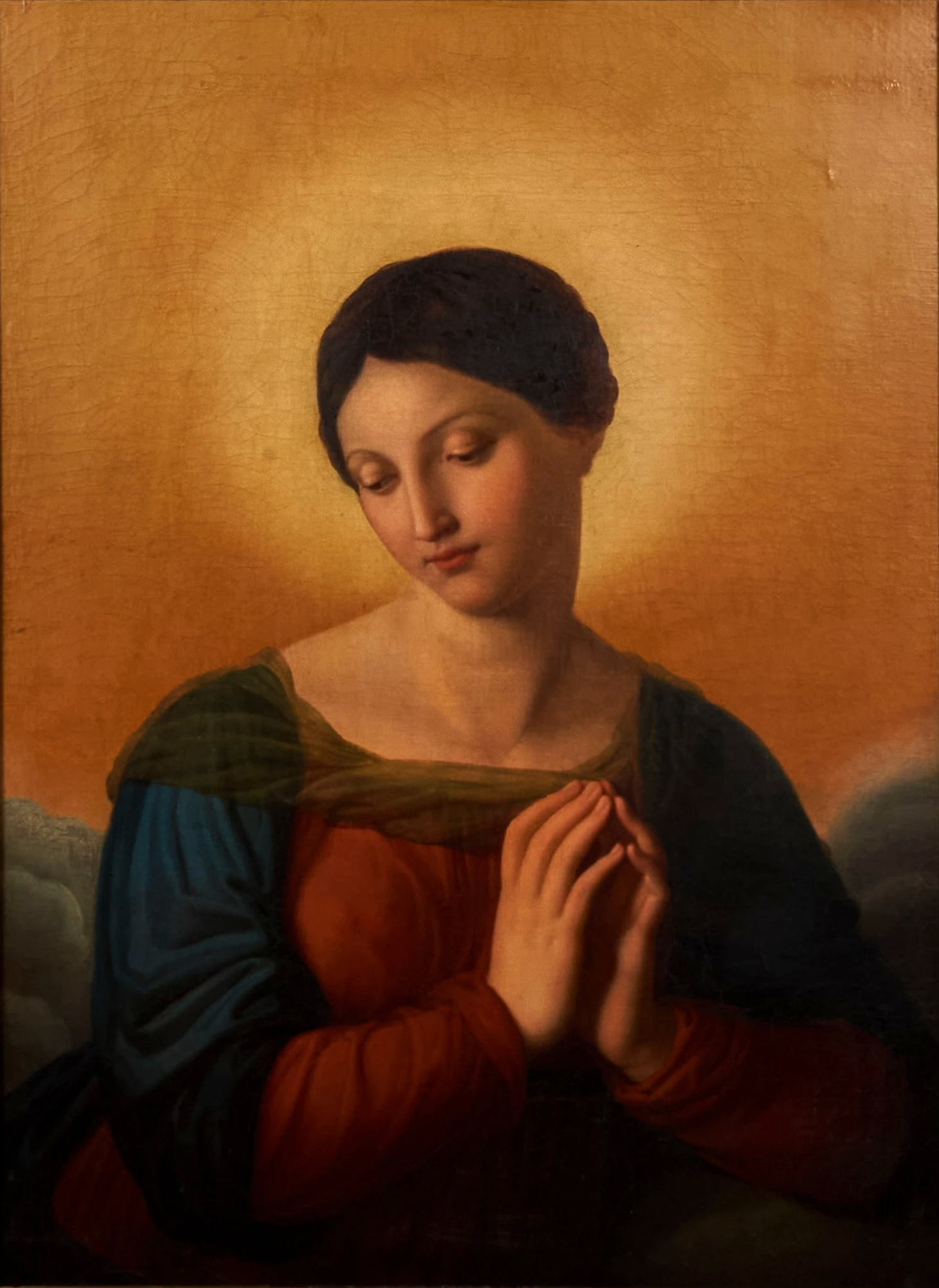
Madonna, 1818
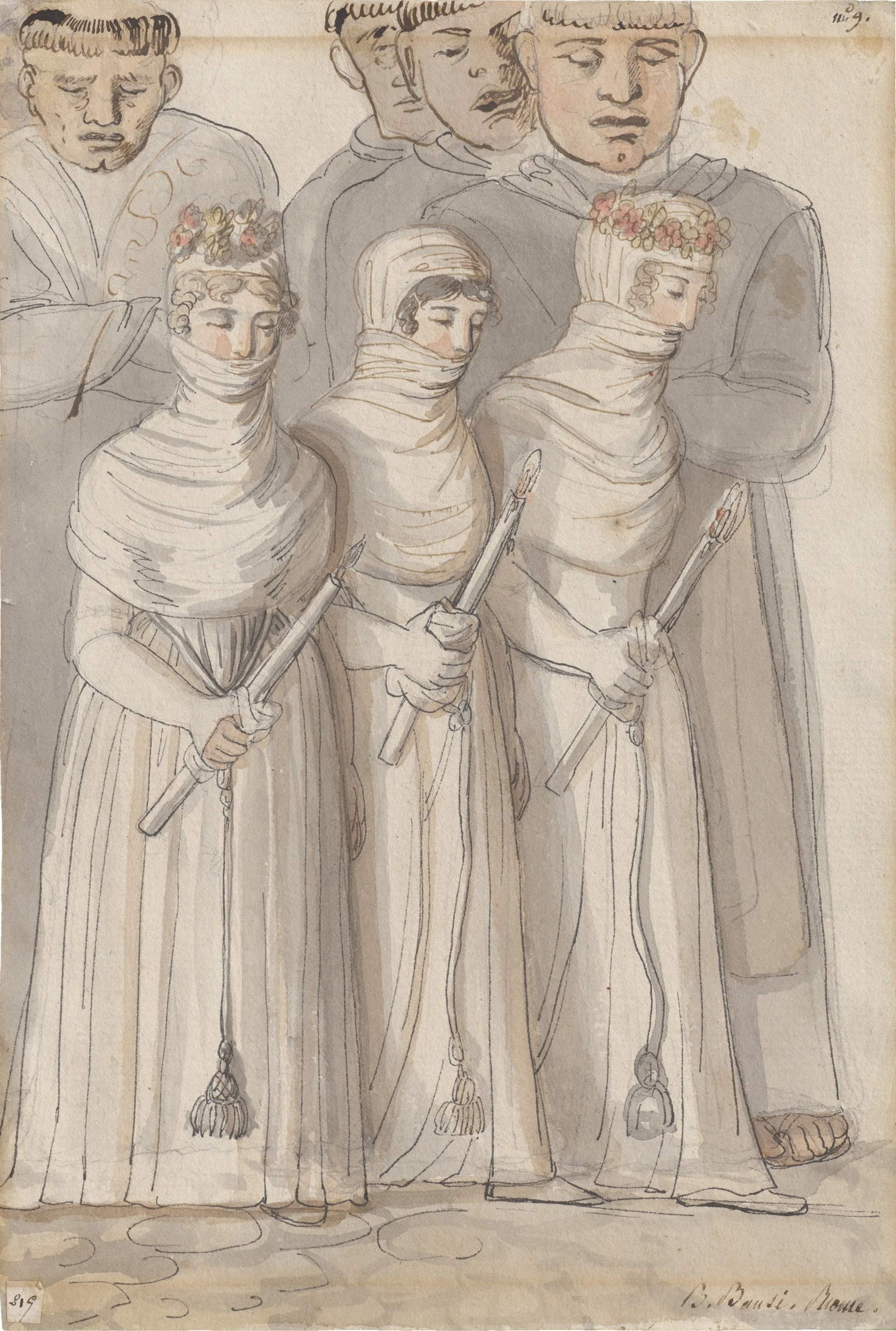
Prozession in Rom

## Belege
1. ↑  Jürg Simonett: Heinrich Bansi. In: Historisches Lexikon der Schweiz.  29. August 2017.
2. 1 2 3 4  Rita Cathomas-Bearth: Barbara Bansi. In: Historisches Lexikon der Schweiz.  17. Januar 2002.
3. ↑  Neil Jeffares: Bansi, Anna Barbara, Mme Nannoni. In: Dictionary of Pastellists Before 1800. 22. April 2023, PDF, englisch.

| Personendaten    | Personendaten                                                                             |
| ---------------- | ----------------------------------------------------------------------------------------- |
| NAME             | Bansi, Barbara                                                                            |
| ALTERNATIVNAMEN  | Bansi, Anna Barbara (vollständiger Name); Nannoni, Anna Barbara (Ehename); Bansi, Babette |
| KURZBESCHREIBUNG | französische Malerin                                                                      |
| GEBURTSDATUM     | 26. Oktober 1777                                                                          |
| GEBURTSORT       | Fläsch, Drei Bünde                                                                        |
| STERBEDATUM      | 27. Mai 1863                                                                              |
| STERBEORT        | Paris, Frankreich                                                                         |